# Michael Dom
Michael Theophilus Dom (* November 1977 in Port Moresby, Papua-Neuguinea) ist ein zeitgenössischer Lyriker aus Papua-Neuguinea.

## Leben
Michael Dom studierte Agrarwissenschaften an der Universität von Papua-Neuguinea und ist heute als Agrarwissenschaftler tätig.
Als Lyriker hat er viele Gedichte in Zeitungen veröffentlicht und schreibt unter anderem Sonette. 2012 erhielt er den Crocodile Price, den wichtigsten Literaturpreis des Landes, in der Sparte Lyrik verliehen. Das brachte ihm auch ein Treffen mit dem Minister Leo Dion ein.
2013 erschien auch sein erster eigener Band von Gedichten sowie sein Siegergedicht in der Anthologie der Gewinnertexte des Crocodile-Preises.
Er lebt in der Lae Morobe Province. Er ist neben Russell Soaba der bedeutendste Schriftsteller Papua-Neuguineas.

## Werk
- Recognition, Generation, and Application of Binary Matrices with the Consecutive-Ones Property. ISBN 3867279438.
- At another crossroads, 2013, Lyrik.
- The Musing of an Assistant Pig Keeper, 2015, Lyrik.
- Send words as gifts, Lyrik, 2016.
- O Arise, 2016, Lyrik.

### In anderen Werken
- Teilnahmegedicht für den Crocodile Price in der gleichnamigen Anthologie, 2012.
- Veröffentlichungen von Lyrik in diversen Zeitungen der Republik Papua-Neuguinea und in Anthologien von Autoren des Commonwealth.

## Auszeichnungen
- Crocodile Price, Sparte Lyrik, 2012.